# Olof Way

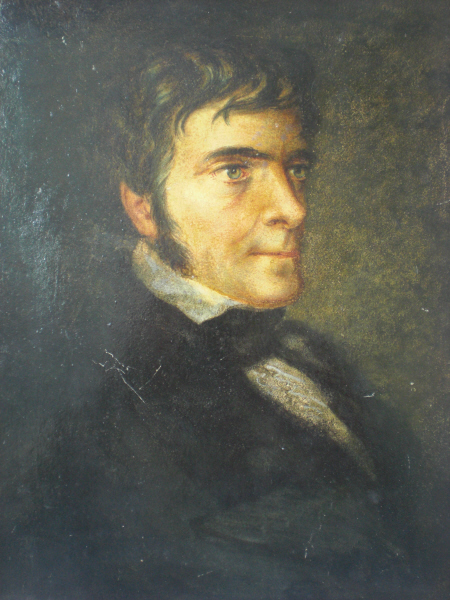
Olof Way, av sin son Johan Way

Olof Way, ursprungligen Hedin, född 1750, död 1819 i Levide, var en svensk skeppsbyggmästare och konstruktionslöjtnant. Olof Way hette ursprungligen Olof Hedin. Som 19-åring begav han sig till USA. Där arbetade han på ett varv som underhuggare och tog sig namnet Way. Han blev skeppsbyggmästare. Way var sjöofficer först i engelsk tjänst och deltog i det Amerikanska frihetskriget 1775-83. Efter några år i London och Lissabon övergick Way till svensk tjänst. Han deltog i 1788 års krig med Ryssland och utmärkte sig vid Sjöslaget vid Kronstadt 1790. Sammanlagt deltog Way i 18 större och mindre sjöslag. Efter kriget bodde han på Gotland.
Olof Way var far till miniatyrmålaren professor Johan Way.